# Katedrála Nanebevzetí Panny Marie (Vilnius)
Katedrála Nanebevzetí Panny Marie ve Vilniusu se nachází ve Starém městě na břehu řeky Neris, nedaleko od kostela sv. Anny. V současné době slouží pravoslavné církvi.
Je to jeden z nejstarších křesťanských chrámů ve Vilniusu, založený v roce 1346 za vlády litevského knížete Algirdase, syna Gediminasova. Pamětní deska o založení chrámu se nachází u jeho vchodu. V únoru 1495 se zde konala svatba dcery Ivana Velikého (její hrob se nachází v chrámu) s litevským knížetem Alexandrem.

## Dějiny

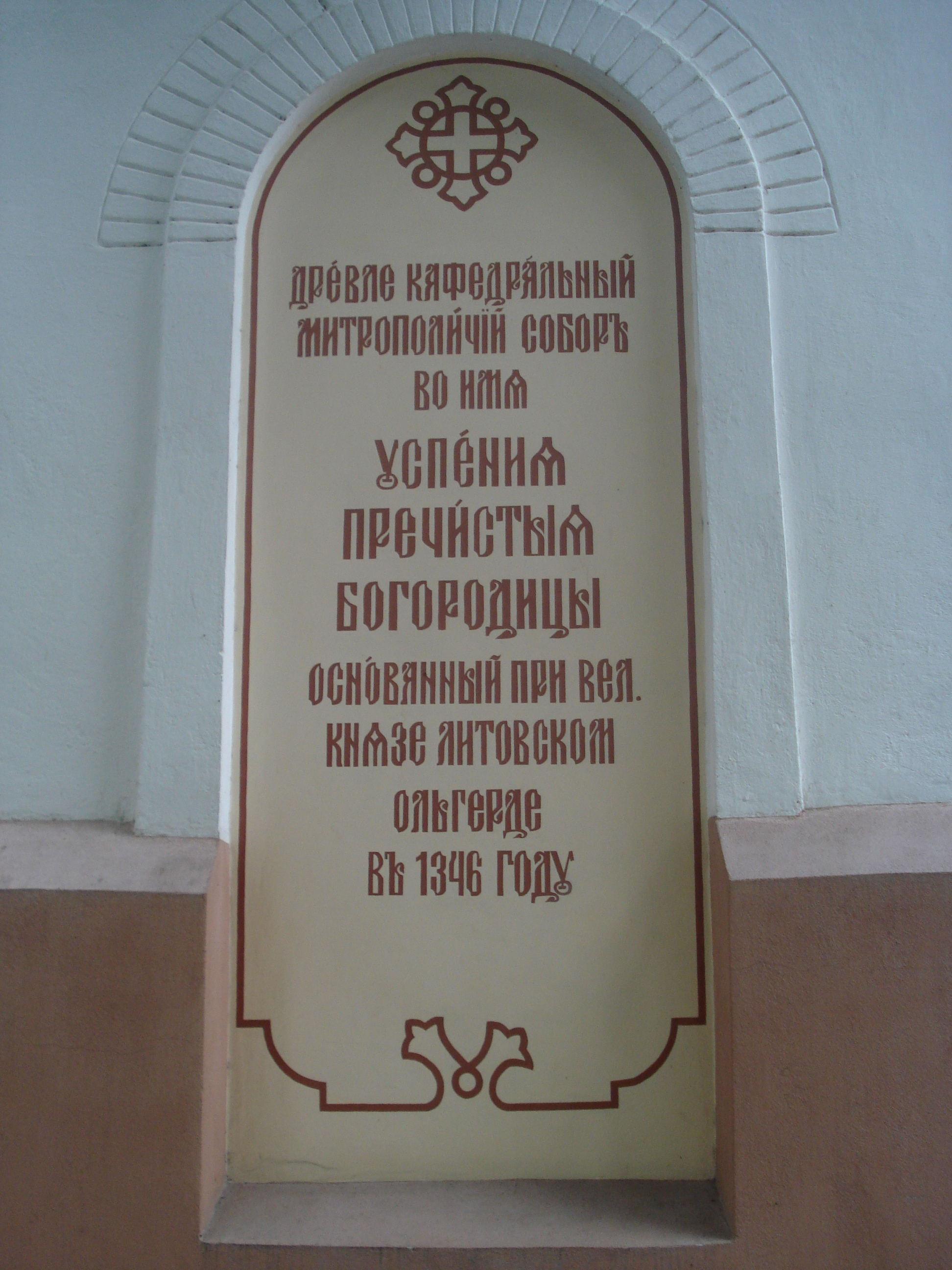
Pamětní tabule u vchodu do chrámu

Chrám byl postaven podle vzoru Chrámu sv. Sofie v Kyjevě a na Algirdasovo pozvání byl vysvěcen Vladimírem Alexejem (kyjevským metropolitou). Za vlády knížete Vytautase se tento chrám stal katedrálním chrámem Vilniusu.
Později začal chrám upadat. Během tohoto období ho zrekonstruoval na vlastní náklady podporovatel pravoslaví ve velkolitevském knížectví - Konstantin Ivanovič Ostrožský (1511–1522). Od roku 1609 patřil uniatské církvi. Mnohokrát vyhořel a postupně ztrácel původní půdorys chrámu. Po roce 1748 se v něm nekonaly bohoslužby, protože chrám vyhořel a zůstal opuštěný.
V roce 1808 budovu koupila Vilniuská univerzita. Po velké přestavbě architekta Michaila Schultze v duchu klasicismu se z chrámu stal divadelně-kulturní komplex s místem pro výuku studentů. V roce 1841, kdy vznikla medicínsko-chirurgická fakulta, musela univerzita malé prostory v budově opustit. Nahradily ji kasárna, městský archiv, obchodní a obytné prostory a kovárna.

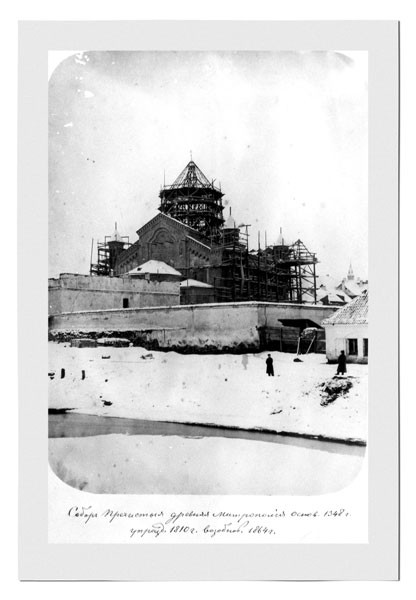
Rekonstrukce katedrálního chrámu

Z podnětu Michaila Nikolajeviče Muravjeva (1845–1900) se v roce 1864 znovu začalo uvažovat o obnovení původního úmyslu, pro který byla stavba postavena. V letech 1865–1868 chrám prošel velkou rekonstrukcí podle projektu architektů Alexandra Ivanoviče Rezanova a Nikolaje Michajloviče Chagina.
Obnovený chrám byl znovu vysvěcen v říjnu roku 1868 (dle gregoriánského kalendáře v listopadu 1868). V chrámu se nachází velký ikonostas s 73 ikonami od Ivana Petroviče Trutneva.
V letech 1949–1957 chrám prošel velkou rekonstrukcí, která byla dokončena až v 80. letech 20. století. Poslední rekonstrukce byla v roce 1998.